# Castell Vell d'Ibi
El Castell Vell és un castell ubicat al terme municipal d'Ibi, a la comarca de l'Alcoià, País Valencià. És un Bé d'Interés Cultural.
D'origen islàmic, l'edificació es trobava en un turó (881 m) junt un barranc, prop de la vila d'Ibi, un indret estratègic que controlava el pas entre la Foia de Castalla i la Vall de Polop. Després de la conquesta cristiana es va abandonar, substituint-se pel Castell Vermell d'Ibi, junt la vila.
El seu estat actual és d'ensorrat, i a penes en queden restes. Hi destaca un mur entre els enderrocs de maçoneria, alguns d'ells reconvertits en bancals. També es poden entreveure les acumulacions de terra, que devien provindre dels murs. Per terra es troben nombrosos fragments de ceràmica (especialment teixes).